# Trophée des champions 2011 (handball)
Navigation
Trophée des champions 2010 Trophée des champions 2012
Le Trophée des champions 2011 est la deuxième édition du Trophée des champions, compétition française de handball organisée par la Ligue nationale de handball. La compétition est organisée au stade Louis-II de Monaco et se déroule les 3 et 4 septembre 2011.
Il regroupe normalement, le dernier champion de France, les vainqueurs des dernières éditions de la Coupe de France et de la Coupe de la Ligue ainsi que l’équipe, la mieux classée du championnat outre ces trois équipes. Le Montpellier AHB ayant effectué le doublé championnat-Coupe de la Ligue, le finaliste de la Coupe de la Ligue, le Chambéry Savoie Handball participe au tournoi. De plus, le Dunkerque HBGL, vainqueur de la Coupe de France, est indisponible car il est engagé en Coupe d’Europe. La place est attribuée au HBC Nantes, cinquième du dernier championnat. Le Saint-Raphaël Var Handball, quatrième du dernier championnat, complète le tableau.
La compétition est remportée par le Montpellier Agglomération Handball qui bat en finale le Chambéry Savoie Handball sur le score de 30 à 23.

## Résultats

### Demi-finales
| 3 septembre 2011 14 h 00 | Montpellier AHB | 32 – 25 | HBC Nantes | Stade Louis-II, Monaco Affluence : 2 000 Arbitrage : Charlotte et Julie Bonaventura |
| 3 septembre 2011 14 h 00 | (19 – 15)       |         |            | Stade Louis-II, Monaco Affluence : 2 000 Arbitrage : Charlotte et Julie Bonaventura |
| 3 septembre 2011 14 h 00 | LNH Handzone    |         |            | Stade Louis-II, Monaco Affluence : 2 000 Arbitrage : Charlotte et Julie Bonaventura |

| 3 septembre 2011 16 h 00 | Chambéry Savoie Handball | 37 – 27 | Saint-Raphaël Var Handball | Stade Louis-II, Monaco Affluence : 2 000 Arbitrage : Olivier Buy et Stevann Pichon |
| 3 septembre 2011 16 h 00 | (20 – 15)                |         |                            | Stade Louis-II, Monaco Affluence : 2 000 Arbitrage : Olivier Buy et Stevann Pichon |
| 3 septembre 2011 16 h 00 | LNH Handzone             |         |                            | Stade Louis-II, Monaco Affluence : 2 000 Arbitrage : Olivier Buy et Stevann Pichon |

### Match pour la troisième place
| 4 septembre 2011 13h00 | HBC Nantes   | 28 – 29 (tab)     | Saint-Raphaël Var Handball | Stade Louis-II, Monaco Affluence : 2 000 Arbitrage : Olivier Buy et Stevann Pichon |
| 4 septembre 2011 13h00 | 4 joueurs 4  | (9 – 10, 25 – 25) | Raphaël Caucheteux 10      | Stade Louis-II, Monaco Affluence : 2 000 Arbitrage : Olivier Buy et Stevann Pichon |
| 4 septembre 2011 13h00 | Tab : 3 – 4  |                   |                            | Stade Louis-II, Monaco Affluence : 2 000 Arbitrage : Olivier Buy et Stevann Pichon |
| 4 septembre 2011 13h00 | LNH Handzone |                   |                            | Stade Louis-II, Monaco Affluence : 2 000 Arbitrage : Olivier Buy et Stevann Pichon |

### Finale
| 4 septembre 2011 15 h 00 | Montpellier AHB | 30 – 23 | Chambéry Savoie Handball | Stade Louis-II, Monaco Arbitrage : Charlotte et Julie Bonaventura |
| 4 septembre 2011 15 h 00 | (18 – 13)       |         |                          | Stade Louis-II, Monaco Arbitrage : Charlotte et Julie Bonaventura |
| 4 septembre 2011 15 h 00 | LNH Handzone    |         |                          | Stade Louis-II, Monaco Arbitrage : Charlotte et Julie Bonaventura |